# Frostman-Gletscher
Der Frostman-Gletscher ist ein breiter Gletscher mit geringem Gefälle an der Ruppert-Küste des westantarktischen Marie-Byrd-Lands. Er fließt unmittelbar westlich der Konter-Kliffs in die Südseite der Hull Bay.
Der United States Geological Survey kartierte ihn anhand eigener Vermessungen und Luftaufnahmen der United States Navy zwischen 1959 und 1965. Das Advisory Committee on Antarctic Names benannte ihn 1974 nach Thomas O. Frostman (* 1943), Meteorologe auf der US-amerikanischen Plateau-Station im Jahr 1968.